# Ишмухамедов, Эльёр Мухитдинович
Эльёр Мухитдинович Ишмухаме́дов (род. 1 мая 1942, Ташкент, Узбекская ССР) — советский, российский и узбекский кинорежиссёр, сценарист, заслуженный артист Узбекской ССР (1969), народный артист Узбекской ССР (1983), заслуженный деятель искусств Российской Федерации (2013). Лауреат Государственной премии СССР (1984). Член-корреспондент Национальной академии кинематографических искусств и наук России.

## Биография
В 1965 году окончил режиссёрский факультет ВГИКа, мастерская Юрия Геники. В 1965—1989 годах работал режиссёром на киностудии «Узбекфильм». С 1996 года преподавал режиссуру и монтаж в Москве, с 2013 года руководитель сценарной мастерской Высших курсов сценаристов и режиссёров (совместно с Одельшей Агишевым).
С 2019 года мастер актёрского курса в ростовском филиале ВГИКа.
Дебютный кинофильм Ишмухамедова «Нежность» (1966) удостоен Государственной премии Узбекской ССР, наград Международной недели фильмов стран Азии во Франкфурте (Серебряный приз, приз «За лучшую режиссуру», приз критики), международных кинофестивалей в Локарно (Швейцария) и в Пезаро (Италия). Фильм «Влюблённые» (1969) — один из лидеров кинопроката СССР, удостоен наград Всесоюзного кинофестиваля в Минске (премия за лучшую режиссуру, приз журнала «Советский экран» творческому коллективу фильма), международных кинофестивалей в Кесаке (Венгрия, приз за режиссуру) и в Мельбурне (Австралия).
Ишмухамедов — лауреат Государственной премии СССР за фильм об Авиценне «Юность гения».
Жена — Тамара Васильевна Акулова (род. 1957). Сын — Дмитрий Эльёрович Ишмухамедов (род. 1989).
Сын — Тимур Эльёрович Ишмухамедов.

## Фильмография

### Режиссёр
- 1964 — Свидание (короткометражный)
- 1966 — Нежность
- 1969 — Влюблённые
- 1970 — Велогонка (документальный)
- 1973 — Встречи и расставания
- 1976 — Птицы наших надежд
- 1977 — Есть в Ташкенте речушка (документальный)
- 1980 — Какие наши годы!
- 1982 — Юность гения
- 1985 — Прощай, зелень лета...
- 1989 — Шок (2 серии), телевариант из 4-х серий — «С любовью и болью»
- 1997 — Навруз (документальный, короткометражный) из проекта Сто фильмов о Москве
- 2001 — Наследницы
- 2003 — Ангел на дорогах
- 2004 — Влюблённые 2
- 2005 — Наследницы 2
- 2006 — Невеста
- 2007 — Одинокая женщина с ребёнком
- 2007 — О тебе
- 2007 — Свет мой
- 2007 — Третье небо
- 2009 — Дольше века
- 2009 — Катя: Военная история
- 2011 — МУР
- 2014 — Гвоздь

### Сценарист
- 1973 — Встречи и расставания
- 1976 — Птицы наших надежд
- 1982 — Юность гения
- 1985 — Прощай, зелень лета...
- 1989 — Шок
- 2004 — Влюблённые 2

### Продюсер
- 2004 — Влюблённые 2